# 中西孫太郎
中西 孫太郎（なかにし まごたろう、1863年4月21日（文久3年3月4日）- 1934年（昭和9年）1月17日）は、明治から大正期の農業経営者、政治家。衆議院議員、香川県会議長、香川県綾歌郡川津村長。

## 経歴
讃岐国鵜足郡、のちの香川県鵜足郡川津村（綾歌郡川津村を経て現坂出市、宇多津町）で生まれる。漢学を修めた。農業を営む。
川津村長、所得税調査委員、綾歌郡会議員、同議長、香川地方森林会議員などを務めた。香川県会議員に選出され、1899年（明治32年）10月、同議長に就任し1901年（明治34年）10月まで在任した。
宮井茂九郎の死去に伴い1906年（明治39年）12月に実施された第9回衆議院議員総選挙香川県郡部補欠選挙で当選し、立憲政友会に所属して衆議院議員に1期在任した。
その他、香川県麦稈真田同業組合長を務めた。